# Внешняя мера
Внешняя мера — одно из обобщений понятий длины, площади и объёма;
является вещественнозначной функцией, определённой на всех подмножествах пространства, 
которая удовлетворяет нескольким дополнительным техническим условиям.

## История
Общая теория внешней меры была разработана Константином Каратеодори с целью обеспечить основу для теории измеримых множеств и счётно-аддитивных мер. 
Работы Каратеодори по внешней мере нашли немало применений в теории измеримых множеств (внешняя мера, например, используется в доказательстве фундаментальной теоремы Каратеодори о продолжении), и была использована Хаусдорфом для определения метрического инварианта, обобщающего размерность, сейчас он называется размерностью Хаусдорфа.

## Случай числовой прямой
Для произвольного подмножества {\displaystyle E} числовой прямой можно найти сколь угодно много различных систем, состоящих из конечного или счётного количества интервалов, объединение которых содержит множество {\displaystyle E}. Назовём такие системы покрытиями. Поскольку сумма длин интервалов, составляющих любое покрытие, является величиной неотрицательной, она ограничена снизу, и, значит, множество длин всех покрытий имеет точную нижнюю границу. Эта грань, зависящая только от множества {\displaystyle E}, и называется внешней мерой:
{\displaystyle m^{*}E=\inf \left\{\sum _{i}\Delta _{i}\right\}}
Варианты обозначения внешней меры:
{\displaystyle m^{*}E=\varphi (E)=|E|^{*}}

## Формальное определение
Пусть {\displaystyle X} — фиксированное множество.
Внешней мерой называется функция {\displaystyle \mu ^{*}\colon 2^{X}\longrightarrow [0,\,+\infty ]}, такая что
1. {\displaystyle \mu ^{*}(\varnothing )=0};
2. {\displaystyle \forall A\subseteq X,\,\forall A_{n}\subset X,n\geqslant 1,\,A\subseteq \bigcup _{n=1}^{\infty }A_{n}\colon \mu ^{*}(A)\leqslant \sum _{n=1}^{\infty }\mu ^{*}(A_{n})}.

Пусть {\displaystyle \mu } — мера, определённая на кольце {\displaystyle K}. Внешней мерой, порождённой мерой {\displaystyle \mu }, называется функция {\displaystyle \mu ^{*}\colon 2^{X}\longrightarrow [0,\,+\infty ]}, такая, что
1. {\displaystyle \mu ^{*}(A)=\inf {\bigl \{}\sum _{n=1}^{\infty }\mu (A_{n}){\bigr \}},\;A_{n}\subset K,n\geqslant 1,\,A\subseteq \bigcup _{n=1}^{\infty }A_{n}}, если хоть одно такое покрытие множества {\displaystyle A} существует;
2. {\displaystyle \mu ^{*}(A)=+\infty } в противном случае.

Теорема. Внешняя мера {\displaystyle \mu ^{*}}, порождённая мерой {\displaystyle \mu }, является внешней мерой.
{\displaystyle \vartriangleright } Проверим пункт первый из определения внешней меры. {\displaystyle \mu \geqslant 0\Rightarrow \mu ^{*}\geqslant 0}. {\displaystyle \mu ^{*}} определена на {\displaystyle 2^{X}}.
{\displaystyle \varnothing \in K\colon \mu ^{*}(\varnothing )\leqslant \sum _{n=1}^{\infty }\mu (\varnothing )=0\Rightarrow \mu ^{*}(\varnothing )=0}.
Проверим второй пункт определения. Пусть {\displaystyle A\subset \bigcup _{n=1}^{\infty }A_{n}}. Если существует такое множество {\displaystyle A_{n}} из покрытия, что {\displaystyle \mu ^{*}(A_{n})=+\infty }, то неравенство выполняется. Пусть дальше все множества из покрытия такие, что {\displaystyle \mu ^{*}(A_{n})<+\infty ,\,\forall n\geqslant 1}. Возьмём произвольное {\displaystyle \varepsilon >0}, по определению точной нижней границы
{\displaystyle \forall n\geqslant 1\,\exists B_{n_{k}}\in K,k\geqslant 1,\,A_{n}\subseteq \bigcup _{k=1}^{\infty }B_{n_{k}}\colon \mu ^{*}(A_{n})>\sum _{k=1}^{\infty }\mu (B_{n_{k}})-{\frac {\varepsilon }{2^{n}}}}.
Тогда
{\displaystyle \bigcup _{n=1}^{\infty }\bigcup _{k=1}^{\infty }B_{n_{k}}\supseteq \bigcup _{n=1}^{\infty }A_{n}\supseteq A}.
Поскольку {\displaystyle \bigcup _{n=1}^{\infty }\bigcup _{k=1}^{\infty }B_{n_{k}}} является счётным объединением элементов кольца {\displaystyle K}, то
{\displaystyle \mu ^{*}(A)\leqslant \sum _{n=1}^{\infty }\sum _{k=1}^{\infty }\mu (B_{n_{k}})<\sum _{n=1}^{\infty }{\bigl (}\mu ^{*}(A_{n})+{\frac {\varepsilon }{2^{n}}}{\bigr )}=\sum _{n=1}^{\infty }\mu ^{*}(A_{n})+\varepsilon ,\varepsilon \longrightarrow 0+}. {\displaystyle \vartriangleleft }

## Свойства внешней меры
Свойства внешней меры {\displaystyle \mu ^{*}}:
- {\displaystyle \forall n\geqslant 1,\,A\subseteq \bigcup _{k=1}^{n}A_{k}\colon \mu ^{*}(A)\leqslant \sum _{k=1}^{n}\mu ^{*}(A_{k})}.

{\displaystyle \vartriangleright } Действительно,
{\displaystyle A\subseteq \bigcup _{k=1}^{n}A_{k}\cup \varnothing \cup \varnothing \cup \cdots \Rightarrow \mu ^{*}(A)\leqslant \sum _{k=1}^{n}\mu ^{*}(A_{k})+\mu ^{*}(\varnothing )+\mu ^{*}(\varnothing )+\cdots =\sum _{k=1}^{n}\mu ^{*}(A_{k})}. {\displaystyle \vartriangleleft }
- {\displaystyle A\subseteq B\Rightarrow \mu ^{*}(A)\leqslant \mu ^{*}(B)} (монотонность).

{\displaystyle \vartriangleright } Вытекает из предыдущего свойства при {\displaystyle n=1}. {\displaystyle \vartriangleleft }

## 𝜇*-измеримые множества
Пусть {\displaystyle \mu ^{*}} — некоторая внешняя мера, определённая на подмножествах множества {\displaystyle X}. Тогда множества {\displaystyle E\subset X}, такие что для всех {\displaystyle A\subset X} выполняется равенство
{\displaystyle \mu ^{*}(A)=\mu ^{*}(A\cap E)+\mu ^{*}(A\cap {\overline {E}})}
называются {\displaystyle \mu ^{*}}-измеримыми. {\displaystyle \mu ^{*}}-измеримые множества образуют σ-кольцо, а функция {\displaystyle \mu ^{*}}, определённая на элементах этого σ-кольца, является мерой, порождённой {\displaystyle \mu ^{*}}. Если внешняя мера {\displaystyle \mu ^{*}} порождена некоторой мерой {\displaystyle \mu }, определённой на кольце {\displaystyle K}, то {\displaystyle {\overline {\mu }}} будет продолжением меры {\displaystyle \mu } (где {\displaystyle {\overline {\mu }}} — определённая выше мера, порождённая {\displaystyle \mu ^{*}}).
Если определить {\displaystyle {\overline {\mu }}^{*}} некоторой внешней мерой, порождённой мерой {\displaystyle {\overline {\mu }}}, то {\displaystyle \mu ^{*}={\overline {\mu }}^{*}} тогда и только тогда, когда сама внешняя мера {\displaystyle \mu ^{*}} порождена некоторой мерой {\displaystyle \mu }.